# Aligot cuabarrat
L'Aligot cuabarrat (Buteo albonotatus) és una espècie d'ocell de la família dels accipítrids (Accipitridae). Habita selves, boscos i zones obertes d'Amèrica, des del sud dels Estats Units, a través de Mèxic i Amèrica Central fins a Amèrica del Sud, a l'est de Colòmbia, nord i sud-est de Veneçuela, Trinitat, Guyana, Surinam, est del Brasil, el Paraguai i nord i est de Bolívia, oest de l'Equador i del Perú. Les poblacions septentrionals migren cap al sud. El seu estat de conservació es considera de risc mínim.